# ささめやゆき
ささめや ゆき（1943年〈昭和18年〉8月2日 - ）は、日本の版画家、イラストレーター、絵本作家。

## 経歴・人物
東京都大田区蓮沼町に生まれ、逗子で育つ。画家になる前は、出版社の文芸部に所属しており、日本文学全集などの編集を手がけていた。
24歳のときに画家になることを決意する。1968年、御茶の水美術学院に入学する。1969年と1970年に二科展に入選する。1970年にパリ、1971年にニューヨークで絵画を学ぶ。1972年、フランスのシェルブール美術学校で学ぶ。
1973年に帰国してからは、「細谷正之」名義で版画や油彩画の作品を発表する。1985年、「ルーが来た日」でベルギー・ドメルホフ国際版画コンクールの銀賞を受賞する。1990年代からは、「ささめやゆき」名義で活動している。1995年、『ガドルフの百合』で第44回小学館絵画賞を受賞する。
1999年、「真幸くあらば」「秋が匂って」「眠れるままの女」で講談社出版文化賞〈さしえ賞〉を受賞する。2000年、『あしたうちにねこがくるの』で第6回日本絵本賞を受賞する。2009年、『彼岸花はきつねのかんざし』で第23回赤い鳥さし絵賞を受賞する。2017年、「さっ太の黒い子馬」で2016年度JRA賞馬事文化賞を受賞する。

### 出版デビュー作
初めての出版物としては、1989年7月刊行の『看板物語』（文：平林規好、六興出版、ISBN 4-8453-7166-9 ※のちに筑摩書房より復刊）を、絵本デビューならば1994年1月刊行の『ブリキの音符』（文：片山令子、白泉社、ISBN 4-592-76067-0）の2冊を挙げている。
出版社からの依頼で絵本も手がけるようになったが、実は今でも「絵本作家」だとは思えないと2004年時点で語った。

## 作品リスト
- フォークロア世界への旅（1990年、毎日新聞社、進藤 幸彦 作）
- 白ネコ横丁冬ものがたり（1990年、汐文社、中沢晶子 作）
- 不思議な黒い石（1990年、原生林、ジル・ペイトン・ウォルシュ 著）
- ジグソーステーション（1991年、汐文社、中沢晶子 作）
- テントの旅人（1992年、汐文社、中沢晶子 文）
- 眠らぬ森の子どもたち（1993年、汐文社、中沢晶子 作）
- エロシェンコ童話集（1993年、偕成社、ワシーリー・エロシェンコ 作）
- ブリキの音符（1994年、白泉社、片山令子 文）
- おいでおいでの木においで（1994年、教育画劇、石井睦美 作）
- 仮面の国のユリコ（1994年、偕成社、浜たかや 作）
- 看板物語（1994年、筑摩書房、平林規好 文）
- エレファント・タイム（1995年、偕成社、中沢晶子 作）
- 幸せの青いチリトリ（1996年、文渓堂、山末やすえ 作）
- 少年のはるかな海（1996年、偕成社、ヘニング・マンケル 作）
- どうぶつふうせん（1996年、ほるぷ出版、岩瀬成子 作）
- ほんとうらしくうそらしく（1996年、筑摩書房、ささめやゆき 著）
- ヴァン・ゴッホ・カフェ（1996年、偕成社、シンシア・ライラント 作）
- ガドルフの百合（1996年、偕成社、宮沢賢治 作）
- あした月夜の庭で（1997年、国土社、中澤晶子 作）
- さくらのもりのものがたり（1997年、小学館、マオアキラ 文）
- おさじさんのたび（1997年、にっけん教育出版社、松谷みよ子 作）
- マルスさんとマダムマルス（1997年、原生林、ささめやゆき 文	）
- おもちゃ屋へいったトムテ（1998年、福音館書店、エルサ・ベスコフ 作）
- カボチャの絵本（1999年、農山漁村文化協会、いとうきみお 編）
- 大空のきず（1999年、小峰書店、次良丸忍 作）
- スウィート・メモリーズ（1999年、金の星社、ナタリー・キンシー=ワーノック 作）
- ほうきにのれない魔女（1999年、ポプラ社、茂市久美子 作）
- どんぐりっと（2000年、ポプラ社、志茂田景樹 作）
- 読むことは生きること（2000年、ポプラ社、紺野順子 著）
- 毒づき法師（2000年、佼成出版社、内田麟太郎 作）
- ふこうばなし（2000年、佼成出版社、内田麟太郎 作）
- ひとりずもう（2000年、佼成出版社、内田麟太郎 作）
- あとずさり（2000年、佼成出版社、内田麟太郎 作）
- 二枚舌（2000年、佼成出版社、内田麟太郎 作）
- あしたうちにねこがくるの（2000年、講談社、石津ちひろ 文）
- 不思議の風ふく島 飯田さんの運転日誌（2001年、小峰書店、竹内もと代 作）
- ブルーベリーの絵本（2001年、農山漁村文化協会、たまだたかと 編）
- どんぐりっとのコンサート（2001年、ポプラ社、志茂田景樹 作）
- 天国に近い村（2001年、偕成社、シンシア・ライラント 作）
- 金のガチョウ（2001年、教育画劇 、矢川澄子 再話）
- ファミリー・ツリー（2001年、講談社、ジェーン・ゴドウィン 作）
- レッスン（2002年、平凡社、キャロル・リン・ピアソン 文）
- 鳥の神話（2002年、原生林 、マオアキラ 著）
- おいでおいでの木においで（2003年、日本標準 、石井睦美 作）
- 若草色のポシェット（2003年、岩崎書店、赤川次郎 作）
- 細谷正之銅版画集（2003年、架空社、ささめやゆき 作）
- 幻燈サーカス（2003年、BL出版、中澤晶子 文）
- かぐかぐ からだこころげんき（2004年、PHP研究所 、カムカムズ 文）
- すずのへいたいさん（2004年、小学館、角野栄子 文）
- かちかちやま（2004年、岩波書店、長谷川摂子 文）
- いきてる（2004年、自由国民社、中山千夏 文）
- ネパール旅日和（2004年、出版工房原生林、ささめやゆき 文）
- キス（2004年、BL出版、安藤由希 作）
- サバクの虹（2005年、小峰書店、坪田譲治 作）
- セロひきのゴーシュ（2005年、岩崎書店、宮沢賢治 作）
- イチジクの絵本（2005年、農山漁村文化協会、かぶもとてるひさ 編）
- 神さまが…（2005年、偕成社、シンシア・ライラント 作）
- えんまさまのしっぱい（2005年、くもん出版、おざわとしお、こばやししょうき 文）
- もしもねこがサーカスにいったら（2006年、講談社、石津ちひろ 文）
- ブリキの音符（2006年、アートン 、片山令子 文）
- ぶす 附子（2007年、講談社、もとしたいづみ 文）
- なつのおうさま（2007年、ポプラ社、薫くみこ 作）
- はだかのカエルとはだしのライオン（2007年、講談社、ささめやゆき 作）
- 魔女と森の友だち（2007年、理論社、湯本香樹実 文）
- だんまり（2007年、アリス館 、戸田和代 文）
- 彼岸花はきつねのかんざし（2008年、学習研究社、朽木祥 作）
- ヘッセの夜 カミュの朝（2008年、集英社、ささめやゆき 著）
- ごんぎつね 新美南吉傑作選（2008年、講談社、新美南吉 作）
- レンコン（ハス）の絵本（2008年、農山漁村文化協会、おざきゆきお 編）
- はんぶんぺぺちゃん（2008年、佼成出版社、村中李衣 作）
- 秋ものがたり（2008年、偕成社、野上暁 編）
- つるのよめさま（2008年、講談社、松谷みよ子 作）
- 舌切りすずめ（2008年、講談社、松谷みよ子 作）
- ビジネスマナー常識集 充実した職場生活を送るために（2008年、日本経団連出版、葛田一雄 著）
- 瓜子姫とあまのじゃく（2008年、講談社、松谷みよ子 作）
- よだかの星（2008年、三起商行 、宮沢賢治 作）
- 新装版 ごんぎつね 新美南吉傑作選（2008年、講談社、新美南吉 作）
- 新装版 つるのよめさま（2008年、講談社、松谷みよ子 作）
- 新装版 舌切りすずめ（2008年、講談社、松谷みよ子 作）
- 新装版 瓜子姫とあまのじゃく（2008年、講談社、松谷みよ子 作）
- もりやまみやこ童話選 4（2009年、ポプラ社、もりやまみやこ 作）
- オオカミがきた（2009年、岩崎書店、蜂飼耳 文）
- 月の青空（2009年、岩崎書店、八束澄子 作）
- 十四分の一の月（2009年、幻戯書房、ささめやゆき 著）
- くまのこチャップ（2010年、そうえん社、ますだゆうこ 文）
- したきりすずめ（2010年、岩崎書店、広松由希子 文）
- サーカスのしろいうま（2010年、小学館 、石津ちひろ 作）
- ねこじたなのにお茶がすき（2010年、淡交社、今江祥智 文）
- くうき（2011年、理論社、まど・みちお 詩）
- なまけもののエメーリャ ロシアの民話（2011年、小学館 、山中まさひこ 文）
- イワンのむすこ（2011年、ハモニカブックス 、蜂飼耳 文）
- ラブレター物語（2011年、小峰書店、丘修三 作）
- ねこのチャッピー（2011年、小峰書店、ささめやゆき 文）
- ぽぽんぴぽんぽん（2012年、福音館書店、松竹いね子 文）
- きむらゆういちおはなしのへや 4（2012年、ポプラ社、きむらゆういち 作）
- お父さん、牛になる（2012年、福音館書店、晴居彗星 作）
- ありがとうっていいもんだ（2012年、文溪堂、森山京 作）
- あんよあんよ（2013年、あかね書房、中川ひろたか 文）
- あったあった（2013年、あかね書房、中川ひろたか 文）
- 新美南吉童話選集 5（2013年、ポプラ社、新美南吉 作）
- いとしい小鳥きいろ 博士に奇跡を運んだ小鳥との日々（2013年、ハモニカブックス 、石津ちひろ 文）
- わたしのひよこ（2013年、ポプラ社、礒みゆき 文）
- おさきにどうぞ（2013年、文溪堂、森山京 作）
- イタリアの道（2013年、講談社、ささめやゆき 文）
- あむあむ（2014年、あかね書房、中川ひろたか 文）
- いこかいこか（2014年、あかね書房、中川ひろたか 文）
- あひるの手紙（2014年、佼成出版社、朽木祥 作）
- こどもたちへ まどさんからの手紙（2014年、講談社、まどみちお 文）
- 椅子 しあわせの分量（2015年、BL出版、ささめやゆき 作）
- 3+6の夏 ひろしま、あの子はだあれ（2015年、汐文社、中澤晶子 作）
- 絵本 彼岸花はきつねのかんざし（2015年、学研教育出版、朽木祥 作）
- なかよくなれたね（2015年、文溪堂、森山京 作）
- バイバイ、わたしの9さい！（2015年、文研出版、ヴァレリー・ゼナッティ 作）
- ちんころりん 高知の昔話（2016年、福音館書店、中脇初枝 再話）
- こぶたものがたり チェルノブイリから福島へ（2016年、岩崎書店、中澤晶子 作）
- 三方一両損 講談えほん（2016年、福音館書店、宝井琴調 文）
- さっ太の黒い子馬（2016年、講談社、小俣麦穂 著）
- おとうさんは、いま（2016年、福音館書店、湯本香樹実 文）
- かえるぴょん（2017年、講談社、ささめやゆき 作）
- 子どもつなひき騒動（2017年、福音館書店、宝井琴調 文）
- かわいいおとうさん（2017年、こぐま社、山崎ナオコーラ 文）
- さくらのカルテ（2018年、汐文社、中澤晶子 作）
- まめつぶこぞうパトゥフェ スペイン・カタルーニャのむかしばなし（2018年、BL出版、宇野和美 文）
- 徂徠どうふ（2018年、福音館書店、宝井琴調 文）
- ジグソーステーション（2018年、汐文社、中澤晶子 作）
- ButとOr（2019年、BL出版、ささめやゆき 文）
- カイとティムよるのぼうけん（2019年、アリス館、石井睦美 作）